# Валдемоса
Валдемоса (на испански: Valldemosa; на каталонски: Valldemossa) е селище и община на Балеарските острови в Испания. Намира се на север в планините Сиера де Трамонтина, остров Майорка.
Общината обхваща площ от 43 км². Населението е 2037 души (към 2010). Разстоянието до столицата на провинцията град Палма е 17 км.

## Известни жители
- Каталина Томас (1533 – 1574) – католическа светица. Покровителка на град Валдемоса
- композиторът Фредерик Шопен и френската писателка Жорж Санд прекарват зимата от 1838 до 1839 г. във Валдемоския манастир, описвайки престоя си във Валдемос по-късно в книгата „Зима в Майорка“. Двойката прекарва два месеца в Майорка, след което е принудена да я напусне поради изострянето на Шопеновата туберкулоза.

- Валдемоса
- Валдемоса